# Palazzo Arcivescovile (L'Aquila)
Il palazzo Arcivescovile, anche palazzo dell'Arcivescovado è un palazzo storico dell'Aquila, sede dell'Arcidiocesi dell'Aquila.

## Storia
L'Arcidiocesi dell'Aquila fu istituita nel 1256 con la bolla pontificia di papa Alessandro IV, grazie al trasferimento della diocesi di Forcona nella nuova città e la sua elevazione ad arcidiocesi. A partire dal XIII secolo e per i primi secoli di vita, l'episcopio trovò sede negli edifici adiacenti al fronte meridionale della Cattedrale dove si consolidò, soprattutto nel Quattrocento un pregevole isolato a carattere misto, sia civico sia religioso.
Nel 1683 il vescovo Ignacio de la Cerda decise di edificare un nuovo grande palazzo prospiciente la piazza del Duomo che chiuse lo spazio tra la Cattedrale e il palazzo de' Nardis, cosicché l'intero nucleo urbano dell'episcopio — compreso l'oratorio di Santa Maria della Pietà dell'omonima confraternita — si ritrovò oscurato alla vista pubblica. L'edificio venne poi rinnovato nel XVIII secolo in seguito al terremoto del 1703.
Le forme attuali dell'Arcivescovado sono da riferirsi alla ricostruzione effettuata a partire dal 1859 per mano del vescovo, nonché architetto, Luigi Filippi che rivoluzionò l'intero complesso; in questa fase, in sostituzione della precedente cappella, venne anche realizzato l'oratorio di San Luigi Gonzaga, situato nel cortile dell'episcopio e da quel momento dedicato esclusivamente ai seminaristi.
Il terremoto dell'Aquila del 2009 ha causato consistenti crolli nel complesso, che si trova oggi in corso di consolidamento e restauro.

## Descrizione

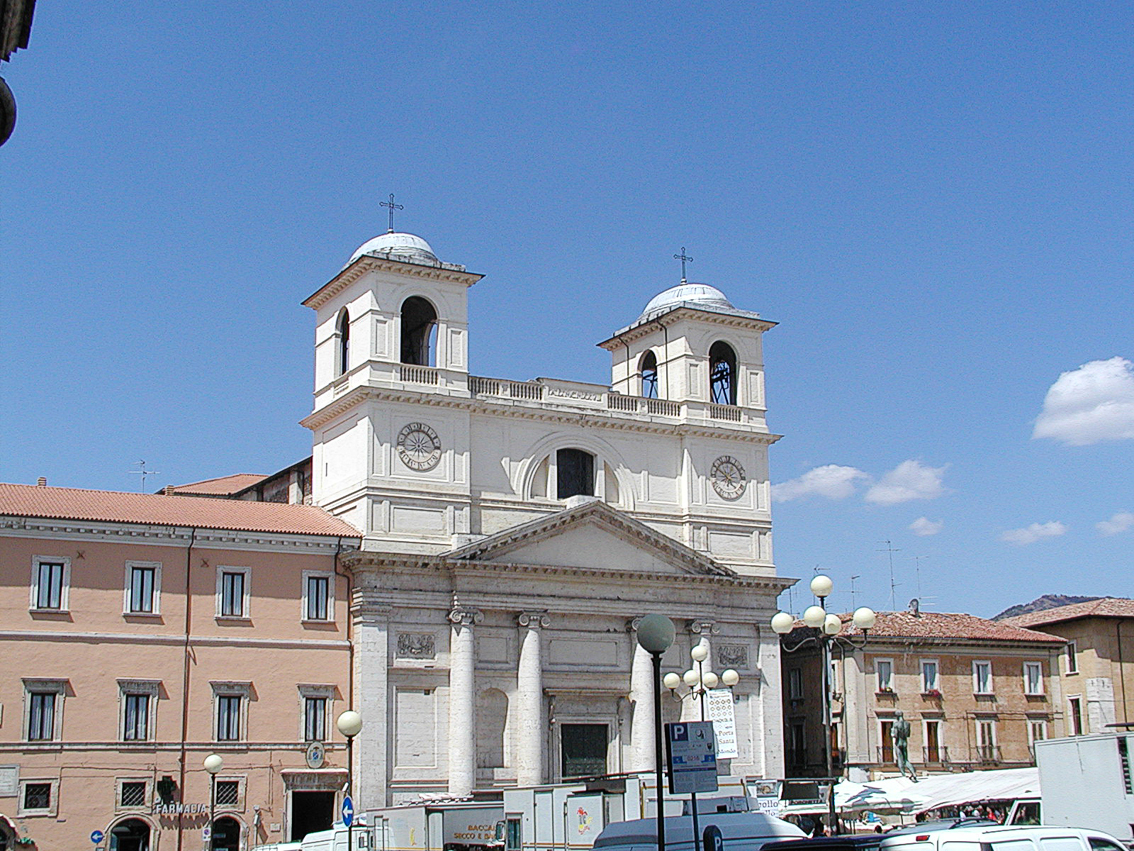
Il Duomo dell'Aquila con l'Arcivescovado alla sua sinistra

Il palazzo è situato in piazza del Duomo, adiacente al Duomo dell'Aquila, ed è ricompreso nel quarto di San Giovanni. Costituisce un vasto complesso, a sua volta ricompreso in un unico aggregato con gli adiacenti palazzo Arduini e palazzo de' Nardis, venendo circoscritto dalle vie dell'Arcivescovado, di San Marciano e del Seminario.
La facciata principale, in stile neorinascimentale, si affaccia direttamente sulla piazza, stretta tra quella del palazzo de' Nardis, a sinistra, e della Cattedrale, a destra. Presenta uno schema classico con tre ordini: il basamentale è caratterizzato da cinque portali e un ingresso di rappresentanza mentre i due ordini sovrastanti sono caratterizzati da otto bucature di forma diversa tra un livello ed un altro.
Il portale, di forma quadrangolare, non è centrato sulla facciata ma localizzato in aderenza alla Cattedrale, in corrispondenza della via interna all'Arcivescovado e chiusa nel XVII secolo con l'edificazione del palazzo.
All'interno vi è l'ingresso al palazzo e, frontalmente, l'oratorio di San Luigi Gonzaga con dipinti di Giulio Cesare Bedeschini, Pompeo Cesura e Bernardino Monaldi.